# Гузєєва Наталя Анатоліївна
Ната́ля Анато́ліївна Гузє́єва (нар. 8 серпня 1952) — радянська і українська сценаристка, редактор мультфільмів та дитяча письменниця. Член Національної спілки кінематографістів України.

## Біографія
Народилася 8 серпня 1952 року у Києві.
У 1974 році закінчила факультет кібернетики Київського державного університету ім. Т. Г. Шевченка. Працювала лінгвісткою, перекладачкою, журналісткою, редакторкою мультиплікаційної студії «Укранімафільм».
З 1995 року мешкає у Німеччині та Україні.

## Фільмографія

### Сценарії мультфільмів
- «Капітошка» (1980)
- «Як Петрик П'яточкин слоників рахував» (1984)
- «Твір про дідуся»[4] (1987)
- «Ми — жінки. Солодке життя» (1988)
- «Що тут коїться іще?!!» (Кіт, який умів складати вірші)[5] (1988)
- «Повертайся, Капітошко!» (1989)
- «Любов і смерть картоплі звичайної» (1990),
- «Було скучно...» (1991),
- «Тополя» (1996, у співавт.)
- «Халабудка» (2014)
- «Мишко та Місячна Дзвінка» (2016)
- «23 образи Петрика П'яточкина» (у виробництві)

### Редакторка мультфільмів
- «Двоє справедливих курчат» (1984)
- «Іванко та воронячий цар» (1985)
- «Як їжачок і медвежа міняли небо» (1985)
- «Ладоньки, ладоньки...» (1985)
- «Відчайдушний кіт Васька» (1985)
- «Сонечко і снігові чоловічки» (1985)
- «Альтернатива» (1986)
- «Батькова наука» (1986)
- «Золотий цвях» (1986)
- «Працьовита старенька» (1986)
- «Різнокольорова історія» (1986)
- «Справа доручається детективу Тедді. Космічна загадка» (1986)

### Сценарії науково-популярних фільмів
- «Хто прокинеться півнем?», реж. А. Борсюк
- «Подряпина на льоду», реж. А.Борсюк

### Дитячі книги
Авторка численних дитячих книг, які виходили до 1993 року у видавництві «Веселка». Дитячі книжки Гузєєва пише переважно російською та українською мовами.
Книги українською:
1. «Вася Кукушкін і годинник» (1986)
2. «Як Петрик П'яточкин слоників рахував» (1988)

- (перевидання) «Як Петрик П'яточкин слоників рахував» (2009)
- (перевидання) «Як Петрик П'яточкин слоників рахував» (2015)

1. «Твір про дідуся» (1988)
2. «Подорож сумки на коліщатках» (1988)
3. «Бантик для іменинника» (1989)
4. «Молодець, Вася!» (1990)
5. «Пан Коцький» (1990)
6. «На старт! Увага! Марш!» (1993)
7. «Капітошка»
8. «Жила собі Оленка» (2008)
9. «Петрик П'яточкин і веселий гармидер» (2010)
10. «23 образи Петрика П'яточкина» (2011)
11. «Капітошка і найсправжнісінький Новий рік» (2012)

- (перевидання) «Капітошка і найсправжнісінький Новий рік» (2013)

1. «Божевільний Новий рік» (2012)
2. «Я тебе дуже люблю» (2012)
3. «Мама по скайпу» (повість «Невидимець») (2013)
4. «Жила собі дівчинка» (2013)
5. «Капітошка і БуРРченя» (2014)

Книги російською:
Дитячі книжки:
1. «Вася Кукушкин и часы» (1986)
2. «Капитошка: Мультипликационная история» (2004)
3. «Миша и Лунная Фея» (2008)
4. «Приключения Капитошки» (2007)
5. «23 обиды Пети Пяточкина» (2007)
6. «Петя Пяточкин и Дед Мороз» (2008)
7. «Любовь и 17 страданий Пети Пяточкина» (2008)
8. «Петя Пяточкин и веселая суматоха» (2010)
9. «Жила-была девочка Леночка…» (2011)
10. «Я тебя очень люблю» (2012)
11. «Сумасшедший Новый год» (2012)
12. «Капитошка и Самый-Настоящий-Новый-Год» (2012)
13. «Жила-была девочка» (2013)
14. «Капитошка и Воррчонок» (2014)

Лібрето балетів:
1. «Сочинение про дедушку» (1993)
2. «Мы — Анна Франк», постановка Аллы Рубиной (2006) (за підтримки нідерландського фонду «Анна Франк» та «Єврейського Фонду України»)
3. «Капитошка», 2013

Вистави:
1. «23 обиды Пети Пяточкина» (2013)

Книги німецькою:
1. Die Abenteuer von Kapitoschka (Verlag AST-Astrel)
2. Kapitoschka (Verlag Strekoza)
3. Petja Pjatotschkins 23 Ärgernisse (Verlage Strekosa, Tesis)
4. Petja Pjatotschkin und der Weihnachtsmann (Verlag Asbuka-Attikus)
5. Wie Petja Pjatotschkin Elefanten zählte (Verlag Machaon-Ukraina)
6. Petja Pjatotschkin und das lustige Tohuwabohu (Verlage Asbuka-Attikus, Machaon-Ukraina)
7. Petja Pjatotschkin und 17 mal Liebeskummer (Verlag Strekosa)
8. Es war einmal das Mädchen Lenotschka (Verlage Asbuka-Attikus, Stary Lew, Goodparents)
9. Wie Petja Pjatotschkin Elefanten zählte (Verlag Vivat)